# Relaciones España-Tayikistán
Las relaciones España-Tayikistán son las relaciones bilaterales entre estos dos países. 

## Relaciones diplomáticas
Las relaciones bilaterales se encuentran poco desarrolladas, pero son positivas aunque Tayikistán no ha acreditado Embajada alguna ante el Reino de España. El Rey Juan Carlos I y el presidente Rahmon mantuvieron un encuentro bilateral en Nueva York en otoño de 2005. En julio de 2010, tras la Reunión Ministerial Informal de la OSCE que tuvo lugar en Almaty y durante su escala en Dusambé de camino a Afganistán, el entonces Ministro de Asuntos Exteriores, el Sr. Moratinos, se entrevistó con su homólogo tayiko anunciándole un paquete de ayuda de 3 millones de euros para proyectos de cooperación en Tayikistán. Finalmente, el 1 de diciembre de 2010 el Vicepresidente Tercero del Gobierno, Manuel Chávez se reunió con el Presidente de Tayikistán, Rahmon en el marco de la Cumbre de la OSCE de Astaná.
España utiliza un acuerdo renovable anualmente de sobrevuelos que abarca todas las aeronaves de Estado, y que es de gran utilidad para nuestras operaciones en Afganistán. Desde octubre del 2009 hasta 2012 España utilizó la base militar francesa de Dusambé para ofrecer apoyo logístico a las fuerzas españolas en Afganistán, en el marco de la operación ISAF. La utilización de la citada base fue posible gracias a un acuerdo entre la OTAN y Tayikistán

## Relaciones económicas
Las relaciones institucionales entre ambos países son muy escasas. España no dispone de Acuerdos de Cooperación Económica, Protocolo Financiero, APPRI
ni Convenio para Evitar de Doble Imposición firmados con Tayikistán. Para los dos últimos están teóricamente vigentes los firmados con la URSS cuya herencia por sucesión de Estados fue confirmada por la Declaración de Alma Ata de 1991. No obstante, se han intercambiado borradores de convenio para evitar la doble imposición y de acuerdo de protección y promoción recíproca de inversiones.
No se han registrado flujos de inversión directa ni de cartera en ninguno de los dos sentidos desde la independencia de Tayikistán. Tampoco se han producido en el pasado operaciones de canje de inversiones por deuda.

## Misiones diplomáticas
- España no tiene embajada en Tayikistán, pero está acreditada desde su embajada en Astaná, Kazajistán.[3]
- Tayikistán no tiene embajada en España, pero está acreditada desde su embajada en Ginebra, Suiza.[4]